# Gerard Koel
Gerard Koel (Amsterdam, 16 gennaio 1941) è un ex pistard olandese.

## Palmarès

### Pista
- 1967

Sei giorni di Madrid (con Jan Janssen)
- 1968

Campionati olandesi, Velocità
- 1969

Campionati olandesi, Velocità
- 1970

Campionati olandesi, Scratch
- 1973

Sei giorni di Anversa (con Leo Duyndam e René Pijnen)

### Strada
- 1965 (Smith's - Acifit - Locomotief)

2ª tappa, 2ª semitappa Olympia's Tour (Den Haag > Den Haag)

#### Altri successi
- 1963

Criterium di Amsterdam
- 1969 (Caballero)

Criterium di Sint Jansteen

## Piazzamenti

### Competizioni mondiali
- Giochi olimpici

Tokyo 1964 - Inseguimento a squadre: 3°

### Competizioni europee
- Campionati europei

Belgio 1968 - Americana: 6°
Paesi Bassi 1971 - Velocità: 6°
Grancia 1973 - Americana: 7°